# Rodrigo Dorado

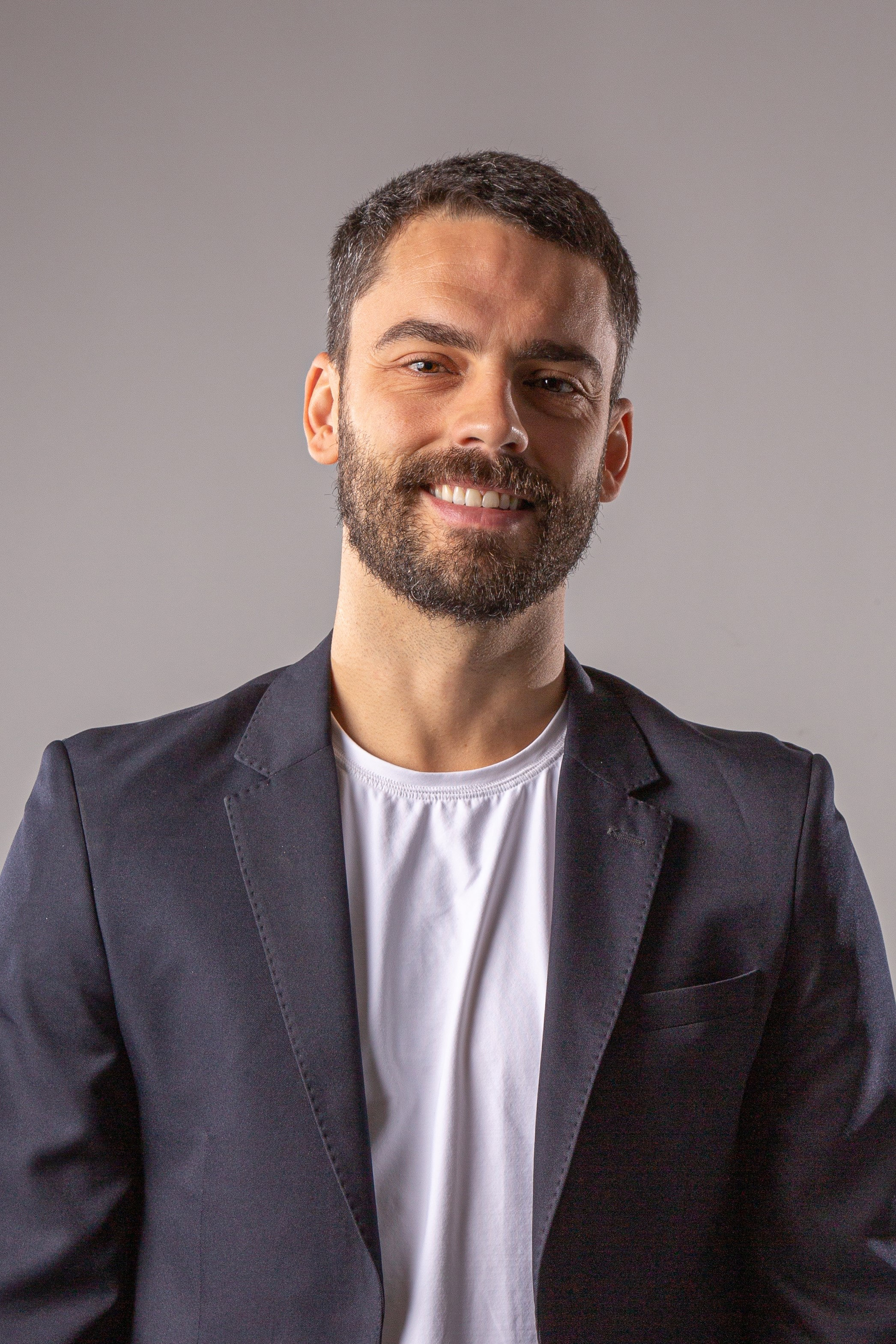
Rodrigo Dorado - acervo pessoal

Rodrigo Dorado Starck é ator, dublador e professor de Teatro. Em 2024 tornou-se sócio-fundador da Bio Café & Co, cafeteria vegana localizada no bairro de Pinheiros, em São Paulo, cidade em que reside.
Ativista da causa animal e ambiental, Rodrigo é vegano e integrou uma candidatura coletiva para deputado estadual em 2022 (Mandato Verde Coletivo). Em 2024, foi porta-voz do Mandato Animal, candidatura coletiva, nas eleições para vereança do município de São Paulo.
Como ator, seus personagens mais conhecidos são Bernardo, da novela Rebelde Brasil (TV Record), e Dinho Borba Gato, de Cúmplices de um Resgate (SBT).
Rodrigo também é atleta e usa as mídias sociais para incentivar uma rotina de alimentação saudável e atividades físicas regulares.

## Vida pessoal
Rodrigo Dorado nasceu em Buenos Aires em 5 de maio de 1986 e mudou-se para São Paulo ainda criança com sua mãe, seu pai e sua irmã.
Por sete anos sua vida profissional o levou a morar no Rio de Janeiro e desde 2015 está de volta à capital paulista, onde hoje vive com Monique, sua esposa, Bento, cão resgatado de maus-tratos, e Cappuccino, cão que adotou no Rio Grande do Sul após ser voluntário em um abrigo que acolhia animais salvos das enchentes que se abateram sobre o estado em 2024. 
Dedicado à prática esportiva, mantém uma rotina de treinos de corrida, participa de maratonas, pratica natação e toda semana joga futebol com amigos da época da escola no RAS Time, que participa do Chuteira Classic, campeonato disputado exclusivamente por pessoas com mais de 30 anos. É torcedor do São Paulo Futebol Clube.

## Envolvimento em ações pelos animais e pelo meio ambiente
Filho de biólogo, Rodrigo se preocupava desde muito jovem em reduzir sua pegada ecológica no planeta, mas o fator determinante para que se tornasse vegano (ou seja, deixasse de consumir qualquer produto de origem animal ou que tenha sido testado em animais) foi a notícia da morte do leão Cecil por um caçador, que na época causou revolta mundial.
Algumas causas recentemente apoiadas por ele nas mídias são a Segunda Sem Carne, o fim da exportação de animais vivos e o resgate das Búfalas de Brotas.
Ao lado de Fernanda Fernandes, Kattya Gaiotto e Will Mendes, integrou o Mandato Verde Coletivo, candidatura coletiva para deputado estadual de São Paulo em 2022.
Em 2024, foi porta-voz do Mandato Animal, candidatura coletiva, nas eleições para vereança do município de São Paulo. 

## Empreendedorismo
À frente da cafeteria Bio Café & Co, inaugurada em 2024 em Pinheiros, São Paulo, Rodrigo e os demais sócios-fundadores trabalham exclusivamente com produtos veganos, a fim de contribuir para a redução do impacto humano sobre o meio ambiente e os animais.

## Educação e vida profissional
Ator, dublador e professor de Teatro, Rodrigo Dorado trabalha desde seus 17 anos.
Apaixonou-se pelas artes cênicas ainda no ensino básico e seguiu os estudos até se tornar profissional.
Formou-se no Globe SP e na Oficina de Atores Nilton Travesso em São Paulo. Participou de duas Oficinas de Atores da Globo, em 2006 e 2011, no Rio de Janeiro, onde também cursou Teatro na Universidade da Cidade e na Escola de Atores Wolf Maya.
No teatro, atuou em diversas peças, entre elas “Nos Campos de Piratininga” (primeira direção de Imara Reis), “Bem aventurados os Anjos que Dormem” (dirigida por Kleber Montanheiro), “Psico Bleu” (de Wagner de Miranda) e “É você que eu amo” (dos mesmos autores e diretores de “Garotos” e ”Meninos e Meninas”).
Também viajou o Brasil com espetáculos como “Os Estudantes” e “Sozinhos no Pátio” e participou do musical “As Aventuras de Peter Pan e Pinóquio Salvando a Natureza”.
Na televisão começou com participações em produções da Globo, como “Minha nada mole vida” e “Negócio da China”. Na sequência, atuou na série “Marcas da vida” na Record.
Em 2012 atuou como Bernardo na novela “Rebelde Brasil”  também da rede Record, sob a direção de Ivan Zettel. Em 2013 voltou à Globo na novela “Saramandaia” interpretando a versão jovem do protagonista Zico Rosado, vivido por José Mayer. No final do mesmo ano e no início de 2014 fez o papel de Thiago na segunda fase de “Em Família”, última novela de Manuel Carlos, dirigida por Jayme Monjardim.
Em 2015 deu vida ao personagem Dinho Borba Gato na novela “Cúmplices de um Resgate” no SBT.
No cinema atuou no longa-metragem “Bruna Surfistinha” (2010), de Marcus Baldini, e “Andaluz”, sob direção de Guilherme Motta. Atuou também em diversos curtas-metragens que viajaram o mundo em festivais, como: “Sobre Papéis” (do diretor Pedro Paulo Andrade), “Vazio” (do diretor Hsu Chien) e “Noturno nº 1” (do diretor Ulysses Cruz).

## Prêmios
Ganhou o prêmio Ênfase Nacional pelo seu personagem em Rebelde Brasil em 2012
Em 2024, recebeu os prêmios de Melhor Ator e Melhor Conjunto de Interpretação (este pela dupla com Maximiliana Reis) no Rome International Movie Awards, em Roma, por sua atuação no curta-metragem Encontro inoportuno. A obra, dirigida por Vicentini Gomez, conquistou mais sete estatuetas no festival.
Também por sua atuação em Encontro inoportuno, conquistou o prêmio de Melhor Ator no Florence Film Awards em 2024, em Florença, tendo o filme recebido outras sete condecorações.
| Ano  | Premiação                       | Categoria                                                                                 | Resultado |
| ---- | ------------------------------- | ----------------------------------------------------------------------------------------- | --------- |
| 2012 | Prêmio Ênfase Nacional          | Prêmio Ênfase Nacional 2012                                                               | Venceu    |
| 2024 | Rome International Movie Awards | Melhor ator - filme Encontro inoportuno                                                   | Venceu    |
| 2024 | Rome International Movie Awards | Melhor conjunto de interpretação - filme Encontro inoportuno (dupla com Maximiliana Reis) | Venceu    |
| 2024 | Florence Film Awards            | Melhor Ator - filme Encontro inoportuno                                                   | Venceu    |

## Filmografia

### Televisão
| Ano     | Título                  | Papel                 | Notas                     |
| ------- | ----------------------- | --------------------- | ------------------------- |
| 2007    | Minha Nada Mole Vida    | Léo                   |                           |
| 2008    | Negócio da China        | Miguel                |                           |
| 2012    | Marcas da Vida          | Diogo                 |                           |
| 2012    | Rebelde                 | Bernardo              | Temporada 2               |
| 2012    | O Turno da Noite        | Jorge                 |                           |
| 2013    | Saramandaia             | Zico Rosado (jovem)   |                           |
| 2014    | O Caçador               | Marlon                |                           |
| 2014    | Em Família              | Thiago (segunda fase) |                           |
| 2015–16 | Cúmplices de um Resgate | Dinho Borba Gato      |                           |
| 2017    | A Cara do Pai           | Marcos                | Episódio: "Um Dia de Cão" |

### Cinema
| Ano  | Título            | Papel   |
| ---- | ----------------- | ------- |
| 2011 | Bruna Surfistinha | Rominho |
| 2019 | Estação Rock      | Tim     |